# Stereohypnum frondosum
Stereohypnum frondosum là một loài Rêu trong họ Hypnaceae. Loài này được (Mitt.) Broth. mô tả khoa học đầu tiên năm 1910.